# Cleora inornata
Cleora inornata là một loài bướm đêm trong họ Geometridae.